# Brunssummer Molen

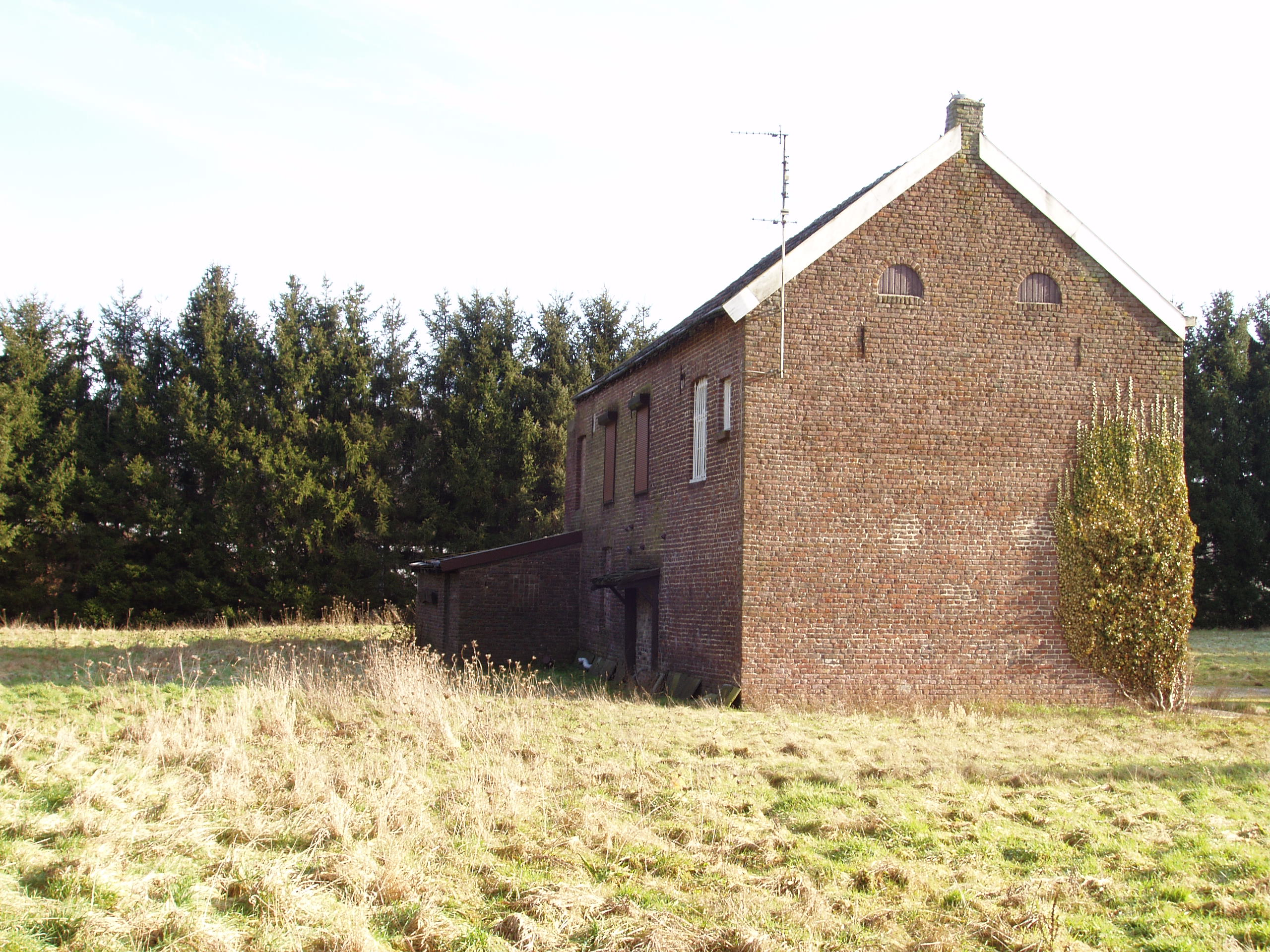
Brunssummer Molen

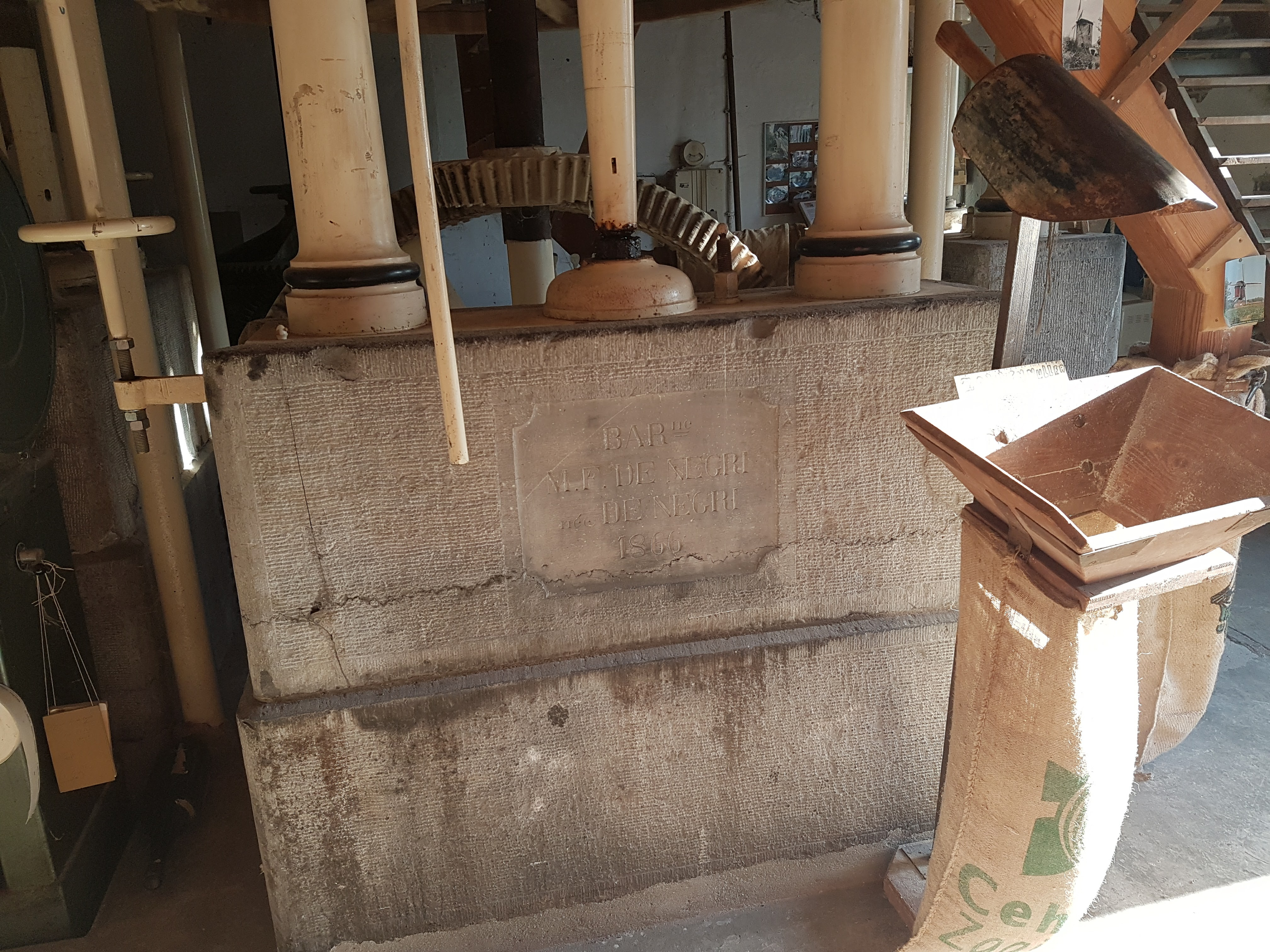
Maalstoel van de Brunsummer molen in de Grathemermolen

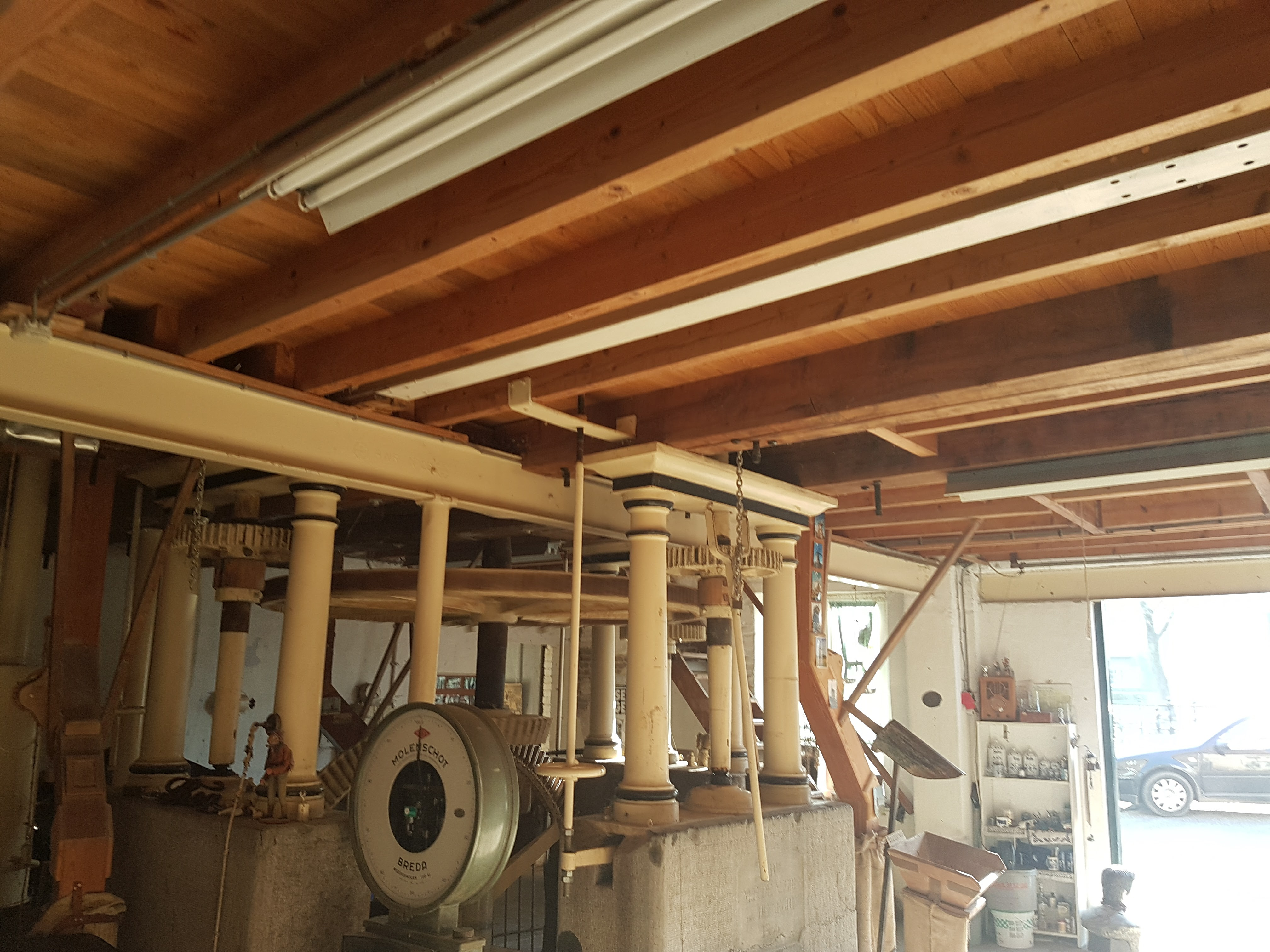
Maalstoel van de Brunsummer molen in de Grathemermolen

De Brunssummer Molen was een bovenslagmolen en dateert uit de 15e eeuw. De molen, die te Brunssum staat, ontving haar water uit een molentak die zowel water uit de Roode Beek als van de Dorpsbeek ontving.

## Eigenaren
Rond 1500 was Jonker de Vos eigenaar. Tussen 1552 en 1580 was de molen een laat van de adellijke familie Clutt. Hierna werd de molen eigendom van Jonker Jan Vos, maar bleef cijnsplichtig aan de familie Clutt.

Baron Thomas de Negri, bewoner van Kasteel Op Genhoes tegenover de molen gelegen, kreeg de molen in 1704 in zijn bezit.
In 1866 werd de molen door de familie De Negri ingrijpend verbouwd en werd de maalinrichting compleet in ijzer uitgevoerd. In de muren van het woonhuis is een gedenksteen ter gelegenheid van deze gebeurtenis ingebouwd.
Later werd de molen verkocht aan de familie Keulers uit Munstergeleen, die tot 1950 eigenaar was van de molen.

## Molen
In de jaren vijftig van de 20e eeuw kreeg de niet gemoderniseerde molen het moeilijk door allerlei nieuwe ontwikkelingen op maalgebied. Uiteindelijk werd het waterrecht verkocht en de molentak gedempt.
In 1987 werd de molen grotendeels door een brand verwoest, waardoor alleen het tegenwoordige woonhuis behouden gebleven is.
In 2021 is er een besluit genomen om ook het woonhuis af te breken.

## Trivia
- De Dorpsbeek die de molen van water voorzag, vulde ook de grachten van het Bexhuis en Kasteel Op Genhoes met water.
- De Brunssumse wijk Aan de Molenvaart is genoemd naar de Brunssummer Molen.
- De maalstoel is herplaatst in de Grathemermolen.